# Pawiloma paramoena
Pawiloma paramoena är en insektsart som beskrevs av Young 1977. Pawiloma paramoena ingår i släktet Pawiloma och familjen dvärgstritar. Inga underarter finns listade i Catalogue of Life.